# 王元啟
王元启（1714年—1786年），字宋贤，号惺斋，浙江嘉兴（一作钱塘）人，清朝政治人物。

## 生平
康熙五十三年出生，乾隆十六年（1751年）辛未科进士，授将乐县知县，有善政，在任三個月即行罢去。精讀《史记》、《汉书》，著有《史記三書正譌》。乾隆五十一年卒。有《祇平居士集》。

## 延伸阅读
[在维基数据编辑]
 《清史稿·卷506》，出自趙爾巽《清史稿》